# Ariana Washington
Ariana Washington (née le 27 août 1996) est une athlète américaine, spécialiste des épreuves de sprint.

## Biographie
Elle s'adjuge la médaille d'argent du 100 m et la médaille de bronze du 200 m à l'occasion des championnats du monde cadets 2013 de Donetsk en Ukraine.
En 2014, lors des championnats du monde juniors d'Eugene, aux États-Unis, Ariana Washington remporte la médaille d'or du relais 4 × 100 m en compagnie de Teahna Daniels, Jada Martin et Kaylin Whitney. 

## Palmarès
| Date | Compétition                   | Lieu    | Résultat | Épreuve   | Temps   |
| ---- | ----------------------------- | ------- | -------- | --------- | ------- |
| 2013 | Championnats du monde cadets  | Donetsk | 2e       | 100 m     | 11 s 40 |
| 2013 | Championnats du monde cadets  | Donetsk | 3e       | 200 m     | 23 s 20 |
| 2014 | Championnats du monde juniors | Eugene  | 1re      | 4 x 100 m | 43 s 46 |
| 2017 | Championnats du monde         | Londres | 1re      | 4 x 100 m | séries  |

### Records
| Épreuve | Performance | Lieu   | Date        |
| ------- | ----------- | ------ | ----------- |
| 100 m   | 11 s 22     | Clovis | 7 juin 2014 |
| 200 m   | 22 s 96     | Clovis | 7 juin 2014 |